# Andrija I. Gualdo
Andrija I. Gualdo, pravim imenom Andrija Benzi (tal. Andrea Benzi de Gualdo) (Gualdo Tadino, o. 1350. – Sion, Švicarska, 17. travnja 1437.), talijanski svećenik, splitski nadbiskup (1388. – 1402.) i sionski biskup (1418. – 1437.).
Diplomirao je pravo i teologiju u Rimu, te djelovao kao vrstan diplomat. Godine 1388. papa Urban VI. (1378. – 1389.) postavio ga je za splitskog nadbiskupa. Obnašao je tu dužnost u vrijeme kada je Split priznavao vlast bosanskih kraljeva Tvrtka I. i Stjepana Dabiše te tijekom kratkotrajne vlasti kralja Žigmunda Luksemburškog, nakon koje je Split priznao Ladislava Napuljskog za svog suverena.
Trudio se vratiti splitskoj nadbiskupiji stara prava i dobiti potvrdu novih. Godine 1392. počeo je, po odobrenju kralja Stjepana Dabiše, graditi obrambenu kulu na području Sućurca kako bi obranio crkvene posjede, što je početak osnivanja tog mjesta. Za njegove uprave nad splitskom Crkvom, izvršen je popis svih crkvenih posjeda splitske nadbiskupije, a ovjerene su i neke stare povelje o patrimonijalnim povlasticama splitske Crkve. Također, nadbiskup Andrija I. dao je obaviti prijepis triju montanea i popis inventara riznice splitske katedrale.
U borbama između pristaša kralja Žigmunda i Ladislava Napuljskog, stao je na stranu Žigmunda, a u sukobu između splitskih plemića i pučana, stao je na stranu pučana te je 1398. godine aktivno sudjelovao u rasplamsavanju tog sukoba. Nakon što je 1402. godine, čitava Dalmacija pristala uz Ladislava Napuljskog, napadnut je u gradu pa je izbjegao na dvor Žigmunda Luksemburškog. Naslova splitskog nadbiskuoa odreako se tek 1413. godine kada je bio imenovan kaločko-bačkim nadbiskupom. Godine 1431. imenovan je sionskim biskupom.